# Larry Borom
Larry Borom (Detroit, 30 marzo 1999) è un giocatore di football americano statunitense che milita nel ruolo di offensive tackle per i Miami Dolphins della National Football League (NFL).

## Carriera

### Chicago Bears
Borom al college giocò a football all'Università del Missouri. Fu scelto nel corso del quinto giro (151º assoluto) nel Draft NFL 2021 dai Chicago Bears. Fu inserito in lista infortunati il 18 settembre 2021 dopo avere subito un infortunio a una caviglia nella settimana 1. Tornò nel roster attivo il 30 ottobre 2021. La sua stagione da rookie si concluse con 10 presenze, di cui 8 come titolare.

### Miami Dolphins
Il 13 marzo 2025 Borom firmò con i Miami Dolphins un contratto di un anno del valore di 2,5 milioni di dollari.